# تورینج
تورینج (ارمنی: Թուրինջ؛ انگلیسی: Turinj زادهٔ ۱۷۹۰ - درگذشته ۱۸۷۵) گوسان اهل ارمنستان بود.

## زندگی‌نامه
وی با نام اصلی توروس اوهانی مارتاقیان  (ارمنی: Թորոս Օհանի Մարթաղյան) در ۱۷۹۰ در کارکانج به دنیا آمد .  وی در ۱۸۷۵ در سن ۸۵ سالگی در آستراخان درگذشت.

## یادداشت
1. ↑  Քարքանջ